# Diwân 2
Pour les articles homonymes, voir Diwan.
Albums de Rachid Taha
Tékitoi
(2004) The Definitive Collection
(2007)
Dîwan 2 est le septième album solo de Rachid Taha paru en 2006. Il a été produit par Steve Hillage, ce sera leur dernière collaboration ensemble. Steve a aussi joué la guitare, a fait les arrangements et les orchestrations et la programmation. 

## Historique
Diwân 2 est la suite du premier album homonyme Diwân sorti en 1998. Tout comme le précédent, il reprend des titres des chanteurs algériens Blaoui Houari et Mohamed Mazouni que Taha écoutait dans son enfance. Cet album a atteint la 43e place du top 50 en France le 21 octobre 2006.

## Liste des titres
1. Écoute moi camarade (Mohamed Mazouni)
2. Rani
3. Agatha
4. Kifache Rah
5. Joséphine
6. Gana El Hawa
7. Ah mon amour
8. Mataouel Dellil
9. Maydoum
10. Ghanni Li Shwaya

Un DVD de 45 minutes intitulé Ma parabole d'honneur, réalisé par Pascal Forneri, est également présent dans certaines éditions.

## Musiciens ayant participé à l'album
Les musiciens sont :
- Rachid Taha : Chant
- Steve Hillage : Guitares, arrangements des cordes, orchestration, programmation
- Bruno Maman : Guitare électrique, chœurs, production
- Hakim Hamadouche : Luth, Mandolute
- Idris Badarou : Basse
- Hazem Shahin : Oud
- Magid Sorour : Qanun, chœurs
- Mohamed Fouda : Ney (flûte)
- The Cairo String Ensemble (Adel Eskander, Anwar Mansi, Ebada Mansi) : Violons
- Yahia El Moughi : Premier violon
- Yasser Taha : Violoncelle, arrangements des cordes
- Hossam Ramzy : Coordination et arrangements des cordes, percussions
- Morgan Marchand : Coordination artistique, assistant production
- Adel Eskander, Doaa Fawzy, Nashwaa Essam, Osama El Khouly, Hazem Shahin, Miquette Giraudy : Chœurs
- Guillaume Rossel : Batterie
- Rachid Belgacem : Percussions
- Stéphane Baudet : Trompette